# 神州站
神州站，位于中华人民共和国海南省万宁市礼纪镇莲花村，是海南东环高速铁路上的高铁站，于2010年12月30日启用营运，由广州局集团管辖。

## 歷史

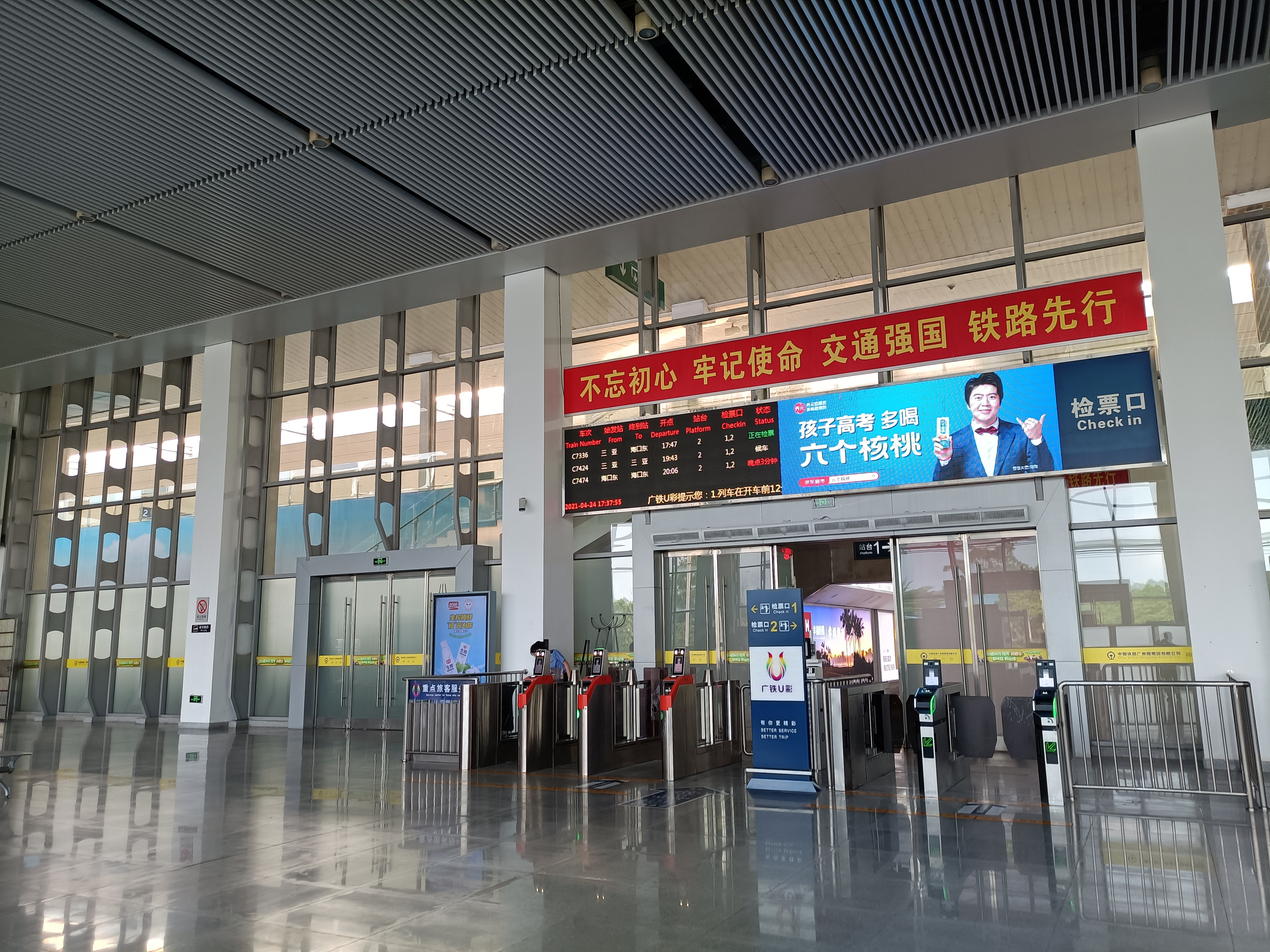
神州站检票口

- 2010年12月30日通车启用。

## 車站周邊
- 海南环线高速
- 兴隆华侨农场
- 莲花村
- 礼记镇
- 神州半岛

## 外部連結
- 中国铁路客户服务中心 （页面存档备份，存于）